# 5524 Lecacheux
5524 Lecacheux este un asteroid din centura principală de asteroizi.

## Descriere
5524 Lecacheux este un asteroid din centura principală de asteroizi. A fost descoperit pe 15 septembrie 1991 la Observatorul Palomar de Henry E. Holt. Asteroidul prezintă o orbită caracterizată de o semiaxă mare de 2,37 ua, o excentricitate de 0,03 și o înclinație de 7,5° în raport cu ecliptica.